# Sosnovo
Sosnovo (en russe : Сосново en suédois : Rautus ; autrefois Rautu en finnois) est une commune rurale de l'oblast de Léningrad, dans la fédération de Russie. La population de la commune selon le recensement de 2010 s'élevait à 10 830 habitants, dont 7 209 au village même de Sosnovo.

## Géographie
Sosnovo est située dans l'isthme de Carélie et appartient au raïon de Priozersk. Les autres villages dépendant de la commune sont Ivanovo, Koloskovo, Krivko, Novojilovo, Orekhovo et Orekhovo-Gare, Sneguirovka, et Sosnovo-Gare (69 km). La commune s'étend sur 24 300 hectares, ce qui représente 7 % du territoire du raïon.

## Historique
La première mention écrite de l'endroit remonte à 1500, du temps où les lieux dépendaient de la république de Novgorod. Son territoire fait partie du royaume de Suède en 1583. Le village se nomme alors Rautus, dénomination qu'il garde jusqu'en 1918. Il devient possession de l'Empire russe en 1721 par le traité de Nystad et fait partie administrativement quelques années plus tard du gouvernement de Vyborg et ce jusqu'à la fin de 1917. La province est renommée province de Viipuri à l'indépendance de la Finlande et le village renommé en Rautu.
L'église luthérienne du village est détruite en 1939 pendant la Guerre d'Hiver entre Soviétiques et Finlandais. Après la guerre, le village fait partie de l'URSS et la plupart de ses habitants finlandais sont évacués en Finlande, remplacés par des paysans venus d'autres endroits d'URSS. Quelques mois plus tard pendant la Guerre de Continuation certains habitants d'origine reviennent au village, mais le quittent définitivement en 1944, lorsque l'URSS est victorieuse de la Finlande appuyée par l'Allemagne.
Le village est renommé en soviet rural de Nikitino en 1946 et reçoit deux ans plus tard son nom actuel. Il forme une municipalité rurale depuis le 1er janvier 2006. Un ouragan dans la nuit du 29 au 30 juillet 2010 endommage la commune et plusieurs villages des environs. Grâce à sa relative proximité avec Saint-Pétersbourg, les résidences secondaires sont nombreuses dans les environs.

## Infrastructures

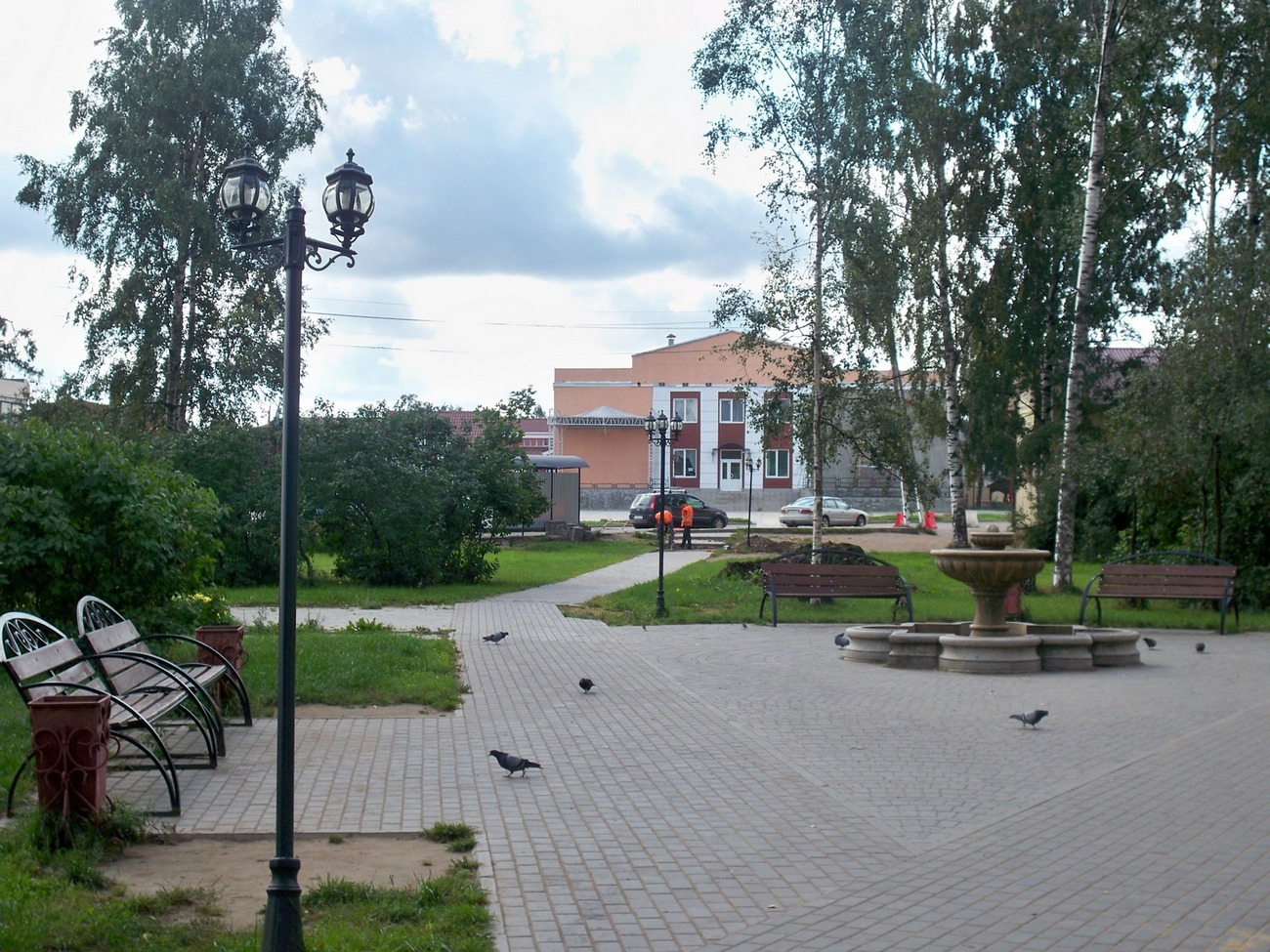
Maison de la Culture de Sosnovo et square central

Sosnovo possède un jardin d'enfants et une école primaire et secondaire, une maison de la Culture, une école artistique, une bibliothèque, un stade, une clinique et une église orthodoxe de bois de style carélien.

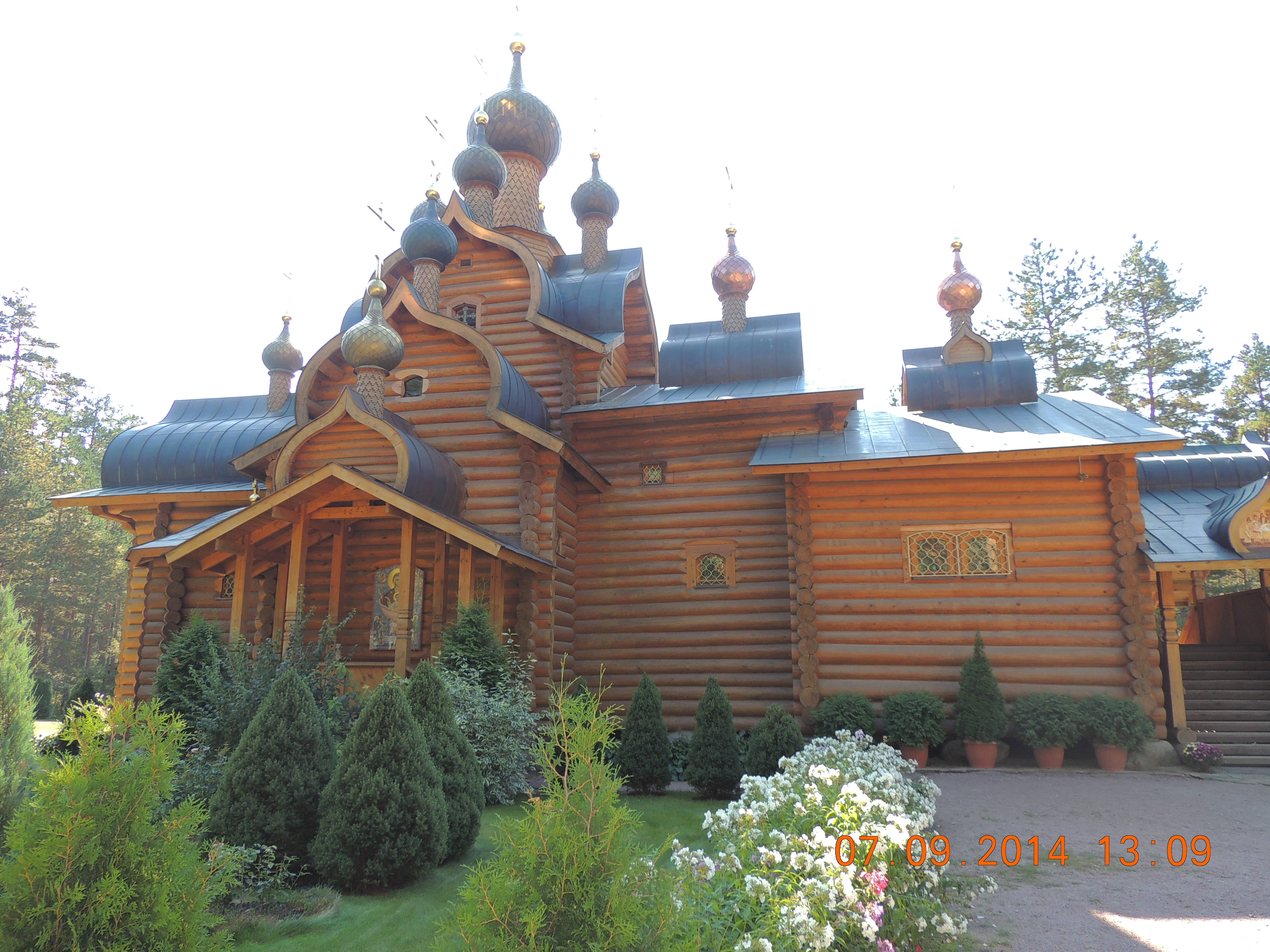
Église de Tous-les-Saints-Russes.

## Tourisme
La station de ski d'Igora (ouverte en 2006) se trouve entre Sosnovo et Orekhovo.

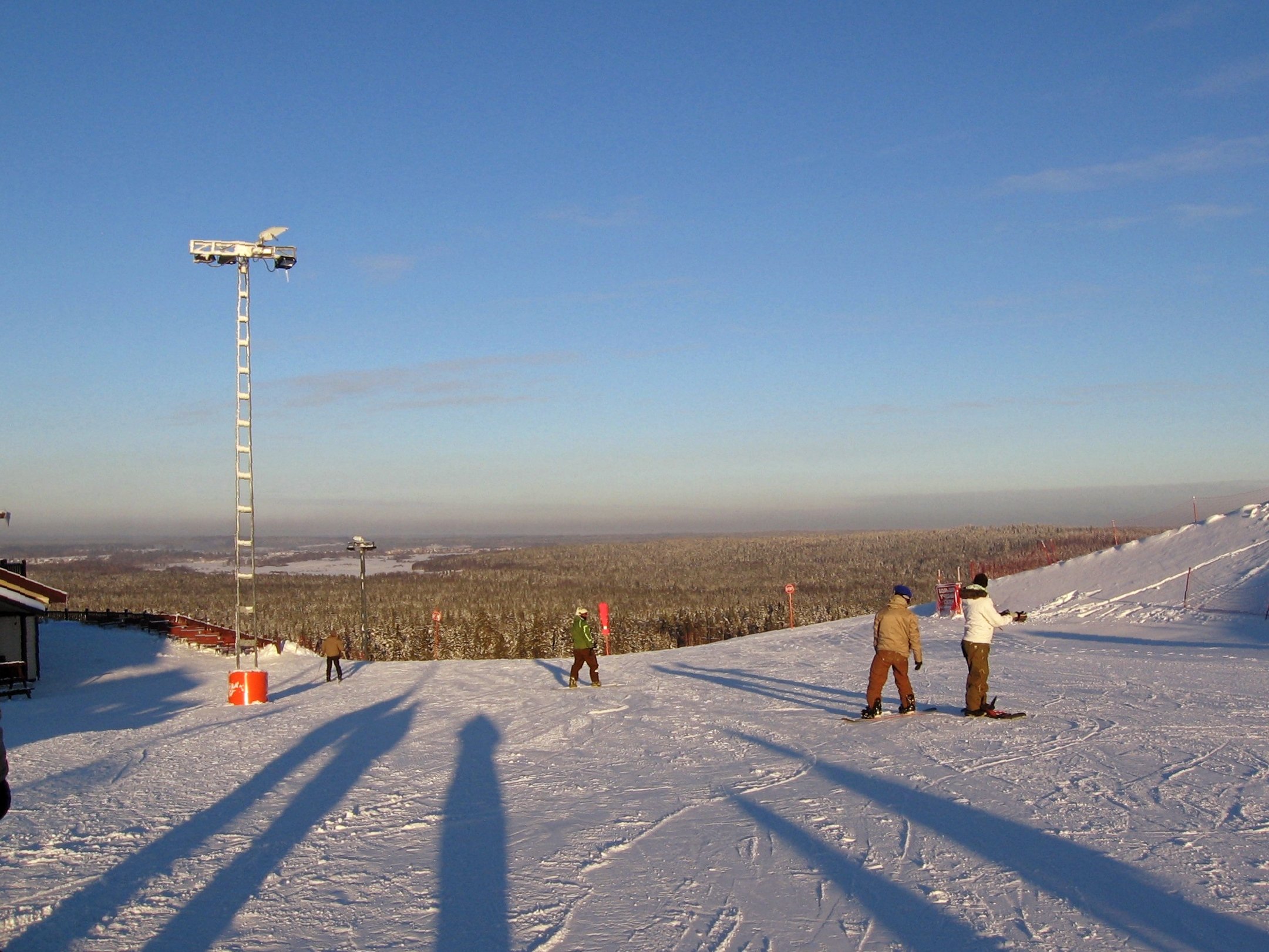
Départ d'une piste de ski.

## Culture locale et patrimoine

### Personnalités liées à la commune
- L’acteur russe Vladimir Garine y est décédé accidentellement le 25 juin 2003, dans le lac Osinovetskoïe.